# Музеј декоративне уметности у Прагу
Основан 1885. године, Прашки музеј декоративне уметности (чеш. Uměleckoprůmyslové muzeum v Praze or UPM) смештен је у неоренесансном здању грађеном од 1897. до 1899. године по нацрту архитекте Јозефа Шулца. Отворен је 1900. године са изложбама на првом спрату. Богате збирке музеја обухватају декоративну и примењену уметност и дизајн у распону од касне антике до данашњих дана са фокусом на европске предмете, посебно уметност и занате настале у бохемијским земљама. Импресиван ентеријер сталне поставке „Приче о материјалима” нуди посетиоцима излет у историју и развој декоративне уметности у дисциплинама стакла, керамике, графике, дизајна, метала, дрвета и других материјала, као и предмета као што су накит, сатови, текстил, мода, играчке и намештај. Сталне изложбе обухватају богат и широк избор експоната од касне антике до данас. Ту су: Прича о влакнима – Галерија текстила и моде; Штампа и слика – Галерија примењене графике и фотографије; Рођени у ватри – Галерија стакла и керамике; Ризница – Галерија метала и разних материјала; Времеплови – Галерија сатова и сатова, као и новоизложена таписерија под називом „Поглед са стране“, коју је израдила Моравска радионица таписерија.

## Мисија
Музеј у Прагу прикупља и чува за будуће генерације примере историјских и савремених заната, као и примењене уметности и дизајна - у националном и међународном контексту; његова амбиција је да инспирише, образује и забавља на јединствен начин.

## Историја
Године 1885. оснивање Музеја декоративне уметности у Прагу одражавало је драматичан развој тадашњег чешког друштва. Након оснивања сличне институције у Брну 1873. године, прашки музеј је убрзо постао важан културни и образовни центар у крунским земљама Чешке, тада у саставу Аустроугарске. Неповољан утицај индустријске револуције на естетски изглед, а самим тим и на квалитет производа, дуго је био предмет оправданих критика уметника, теоретичара и јавности. Идеја о оснивању сталне изложбе декоративне и примењене уметности у Прагу реализована је кроз изложбу коју је приредило Удружење Аркадија 1861. године у Старо-градској кући у Прагу. Други извор инспирације било је оснивање сличне институције — Музеја Јужног Кенсингтона (сада Музеј Викторије и Алберта), који је отворен у Лондону 1852. године и првобитно је садржао колекцију предмета примењене и декоративне уметности. Међутим, важнији за чешку јавност био је Аустријски музеј уметности и индустрије (Österreichisches Museum für Kunst und Industrie), који је отворен у Бечу 1864. године.
Године 1868, у сарадњи са бечким музејом, Трговинска комора у Прагу је одржала, у палати на острву Жофин, изложбу предмета добијених са Exposition Universelle d'Art et d'Industrie de 1867— Међународне изложбе 1867 — допуњену историјским уметнинама и рукотворинама углавном из колекције Војтеха Лане, који је био најзначајнији донатор и спонзор музеја. 1885. године, музејска делатност је почела првом правом изложбом у Рудолфинуму, са првом сталном поставком која је отворена 1886. године. Нова зграда за музеј изграђена је 1897-1898. године по пројекту Јозефа Шулца у француском новоренесансном стилу. Градња се одвијала на земљишту купљеном у близини Рудолфинума уместо две старије куће и дела Јеврејског гробља.
Током 1900. године и музеј и библиотека усељени су у нову зграду. Великодушност добротвора и музејских покровитеља омогућила је величанствену декорацију зграде и унутрашњости. Прозорски лукови на главном прочељу зграде украшени су рељефима занатских амблема Антонина Попа и Бохуслава Шнирха. На првом спрату су плетарство, златарство, браварство, израда чипки, ткање, предмети од калаја, оружје и израда звона; на другом спрату се налазе картуше са амблемима градова познатих по индивидуалној уметности и занатима. Међу најпознатијим музејским добротворима били су Бохумил Бонди, председник Пословно-трговинске коморе, Вацлав Немец, бивши председник управе музеја, царски саветник Јозеф Воханка и други. Најиздашнији добротвор од свих, успешан колекционар и врсни стручњак, витез Војтех Лана, поклонио је музеју половину своје драгоцене колекције стакла, између осталог, што је до данас омогућило да се представи детаљан развој реликвија стакла од античких времена до данас. Ова колекција стакла једна је од највећих на свету.
Током окупације, зграду је присвојила немачка компанија Јункерс, а збирке су депоноване на различитим местима у чешким селима, у Народном музеју и другде.
1949. године музеј је национализован; 1959 - 1969. повезан је са Народном галеријом, а од 1970. поново је самостална установа чији је оснивач Министарство културе. У годинама 1970-1985, извршена је велика реконструкција зграде, а збирке су затворене. Године 1985. отворена је нова изложба уметности и заната од ренесансе до 19. века, коју ће следити нова стална изложба Приче о материјалима 2000-2001.
Музеј је 1995. године добио такозвано Карлштејнско благо - збирку од 387 драгоцених предмета из доба Карла IV, пронађених током поправке у Карлштејну 1880-их. Налазачи - два зидара - чували су своје откриће у тајности и продавали предмете трговцима, па је тако део блага стигао чак до Берлина, где га је на аукцији око 1911. године купио господин Боровски, тада директор Музеја декоративне уметности. Потом је благо продао власнику фабрике Валдесу за његов музеј у Вршовицама. Јинджиха Валдеса је ухапсио Гестапо 1939. године; остали чланови породице су напустили земљу, а једино што су са собом понели из блага је златни клип са бисерима, који је могао бити власништво Карла IV. Остатак блага је заплењен. После рата, Валдесов музеј је укинут, а благо је пребачено у Музеј декоративне уметности. Године 1995. колекција је враћена наследницима Валдеса, који су је вратили музеју, чак и са златним клипом. Међу осталим експонатима Карлштејнског блага налазе се и две сребрне коване чаше, позлаћена здела са портретним медаљоном, украси за одећу, копче и дугмад, бисерни брош, смарагди и сафири, позлаћени крајеви каиша, посуда за парфем итд.

## Архитектура
Зграда Музеја Јозефа Шулца је сјајно архитектонско дело на месту које се данас, заједно са суседним тргом Јана Палаха, сматра једним од најуспешнијих примера урбаног дизајна у Прагу из 19. века. Распоред је релативно једноставан, са једне стране омеђен широким путем, а са друге Старим јеврејским гробљем. Североисточни угао зграде краси кула, док се на јужној страни, окренутој према тргу Палах, налази живописна башта.
Изградња Музеја била је у последњим годинама моде оживљавања и комбиновања различитих историјских стилова. Сходно томе, предње и бочне елевације са високим засвођеним прозорима потичу из ренесансе у северној Италији, док је велики барокни балкон изнад главног улаза подупрт завојитим стубовима.
На главној фасади, рамови на уздигнутом приземљу представљају сложене фигуративне скулптуре које представљају мисију Музеја: с леве стране ниски рељефи Антоњина Попа приказују различите уметности и занате; рељефи десно су из радионице Бохуслава Шнирха и приказују стаклорезивање, дуборез, гравирање, штампање, књиговезачки занат, клесарство, стакларство, грнчарство и порцелан.
Шнирх је дизајнирао и скулптуралне грбове боемских градова прослављених због примењене уметности које видимо између прозора на првом спрату. На крову Музеја налазе се три стрме пирамиде у стилу француске ренесансе, једна у центру и једна са обе стране.

## Прошле изложбе
Музеј декоративне уметности у Прагу представио је многе запажене изложбе. Оне су представиле дела највећих чешких уметника, као што су Алфонс Муха, Јосеф Судек, Ладислав Сутнар, Либуша Никлова, Вацлав Шпала или Мартин Јанецки. 

## Остале поставке
У Прагу
- Галерија Јосеф Судек

Мала галерија у којој се налазе фотографски прикази радова светски познатог фотографа Јосефа Судека и других.
- Кућа Црне Мадоне

Осим колекције ликовне уметности, Музеј чешког кубизма Националне галерије садржи и кубистички намештај, стакло и керамику из фонда УПМ-а.
Остало
- Камењице на Липи

Изложбе предмета од кованог гвожђа, дечијих играчака, студијске збирке намештаја из 19. и 20. века из фундуса музеја. "Музеј чула" — поставка Општинског музеја у Камењици и краткотрајне изложбе.
- Замак Клаштерец над Охри,

Изложба бохемијског порцелана, са примерима кинеске и јапанске робе и порцелана произведеног у Европи.
- Замак Нове Хради

Изложба приказује уметност израде намештаја кроз векове: од барока до сецесије.

## Библиотека
Највећа чешка библиотека специјализована за уметност и сродне области је саставни део музеја. Садржи 172.000 томова, укључујући ауторитативне уметничке енциклопедије, речнике уметника, свеобухватна дела о иконографији, топографији и хералдици. Поред уметничких књига и других научних публикација, библиотека садржи бројне приручнике и периодику. Омогућава локално коришћење ресурса, приступ бази података и истраживање у уметности и архитектури.
Изложбене сале музеја и библиотеке су у потпуности доступне за особе у инвалидским колицима.

## Галерија
- Холба са грбом прашког сликарског братства Светог Луке, 1599.
- Каспар Леман,чаша са знацима Волфа Сигмунда од Лозенштајна и Сузане од Рогендорфа и три алегоријске фигуре, 1605.
- Радионица Адама Ека, кутија са мотивом Спасавање принца Јаромира, око 1650.
- Трпезаријски сет грофа Јозефа Освалда Туна, 1856.